# Borobudur
De Borobudur of Boroboedoer (Javaans: Barabudhur) is een boeddhistisch heiligdom op 40 km ten noordwesten van Yogyakarta in de provincie Midden-Java, in het centrum van het Indonesische eiland Java. Het is naast de Prambanan en de Kraton in Yogyakarta een van de toeristische trekpleisters van Centraal-Java.
De Borobudur is gelegen bij de Merapi, de meest actieve vulkaan van Indonesië, en is gebouwd in de periode 750-850. De naam stamt mogelijk van het Sanskriet vihara Buddha ur, dit betekent vrij vertaald boeddhistische tempel op de berg.

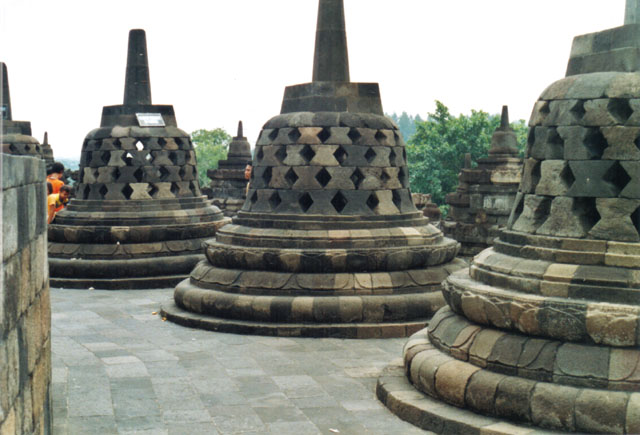
Stoepa's op de Borobudur

De Borobudur is opgebouwd als een grote stoepa. De basis van deze stoepa is 123 bij 123 meter. De stoepa heeft negen etages; de onderste zes zijn vierkant, de bovenste drie rond. De etages vertegenwoordigen de boeddhistische kosmos. Op de bovenste etages bevinden zich 72 kleine stoepa's, die gebouwd zijn rondom één grote centrale stoepa.
De kleine stoepa's vertegenwoordigen van onder naar boven de weg die een boeddhist moet afleggen om uiteindelijk in het Nirvana te worden opgenomen. De open gaten in de onderste stoepa's staan op hun punt (de weg is nog onzeker) en in de bovenste stoepa's vlak, horizontaal (de weg is duidelijk, het geloof stevig).
's Ochtends dient de Borobudur nog steeds als gebedsoord. Een pelgrim loopt iedere etage zeven maal rond met de klok mee. In de stoepa's bevinden zich beelden van Boeddha; wie door de gaten in de stoepa's deze beelden aan kan raken ontvangt, volgens het lokale bijgeloof (niet volgens het boeddhisme), het eeuwige geluk.

## Bouw
De bouw van de Borobudur, althans het voltooien er van – vermoedelijk op wens van een der vorsten uit de Shailendra-dynastie – is alleen al uit het oogpunt van fysieke mankracht een enorme prestatie geweest. In de tempel is niet minder dan 56640 kubieke meter steen verwerkt. De bouw moet minstens 80 jaar hebben geduurd en de kosten moeten overweldigend zijn geweest; misschien wel overeenkomstig het Birmaanse gezegde: de grote Pagode is voltooid, het land is geruïneerd.

## Ontdekking

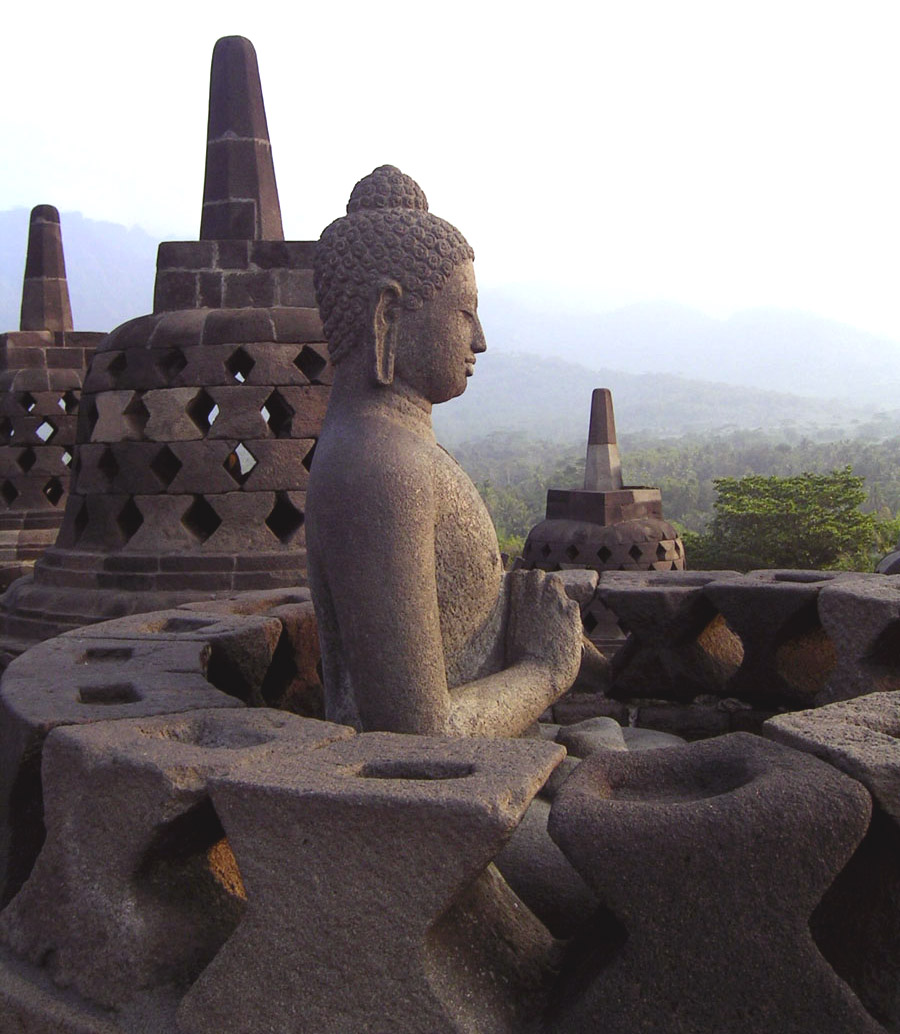
Boeddhabeeld in een open stoepa

De Borobudur heeft eeuwen verborgen gelegen onder as en begroeiing. In de achttiende eeuw moet van de hoogste terrassen van de Borobudur nog wel iets te zien zijn geweest. Nederlanders op weg naar het Javaanse hof kwamen wel langs andere monumenten maar nooit in de buurt van de Borobudur.
De Borobudur is herontdekt in 1814 ten tijde van het Engelse Tussenbewind in Nederlands-Indië, door toedoen van luitenant-gouverneur Thomas Raffles en met name de door hem uitgezonden Nederlandse medewerker Hermann Cornelius. Cornelius maakte met meer dan 200 man gedurende ruim anderhalve maand het monument al enigszins vrij. Zijn werk werd tussen 1817 en 1822 door anderen voortgezet. Vanaf 1835 waren ook de hogere gaanderijen gedeblayeerd (uitgegraven aarde weggeruimd) en was het monument grotendeels voor het oog toegankelijk. In 1845 werd de Borobudur in tientallen daguerreotypieën fotografisch vastgelegd door de Duitse daguerreotypist (fotograaf) Adolph Schaefer, die hiertoe van het Ministerie van Koloniën de eerste Nederlandse foto-opdracht van overheidswege ooit kreeg. Deze daguerreotypieën bevinden zich in de Bijzondere Collecties van Universiteitsbibliotheek Leiden. In de jaren 1849-1853 voerde F.C. Wilsen een opdracht uit alle reliëfs in tekening te brengen. Zijn werk werd gereproduceerd bij de eerste monografie over Borobudur (1873) samengesteld door de directeur van het Rijksmuseum van Oudheden te Leiden C. Leemans. Ook in 1873 maakte de toentertijd zeer bekende fotograaf Isidore van Kinsbergen opnamen van de Borobudur. De bouwkundige toestand van het complex bleef onbevredigend, zodat in 1882 zelfs een Hoofdinspecteur van de Cultures voorstelde de Borobudur maar geheel af te breken en de reliëfs in musea te bewaren.
In 1885 ontdekte Jan Willem IJzerman, voorzitter van de Archaeologische Vereeniging van Jogjakarta, de verborgen basis van de Borobudur. Het pad eromheen werd afgegraven en fotograaf Kassian Céphas werd gevraagd alle 160 reliëfs die tevoorschijn kwamen te fotograferen. Daarna werden de reliëfs weer bedekt. De opnamen van Céphas zijn tot op de dag van vandaag de enige bron voor studie van deze reliëfs.
De liefde voor de Borobudur ontstond zo langzamerhand wel bij velen maar weer anderen kregen (of stalen) reliëfs, boeddhakopjes of ornamenten. Ook wordt verhaald van huzaren uit Magelang die hun sabels wetten op dhyani-Boeddha's en van vrolijke officieren die hun dinertjes met een bestorming van het heiligdom besloten. De koning van Siam Rama V, in 1886 op bezoek bij de landvoogd Otto van Rees, deed op zijn rondreis door Nederlands-Indië de Borobudur aan en kreeg meer dan zijn zin: acht ossenkarren onvervangbare beelden en ornamenten, inclusief de enige tempelwachter van groot formaat werden naar Thailand afgevoerd.

## Restauratie

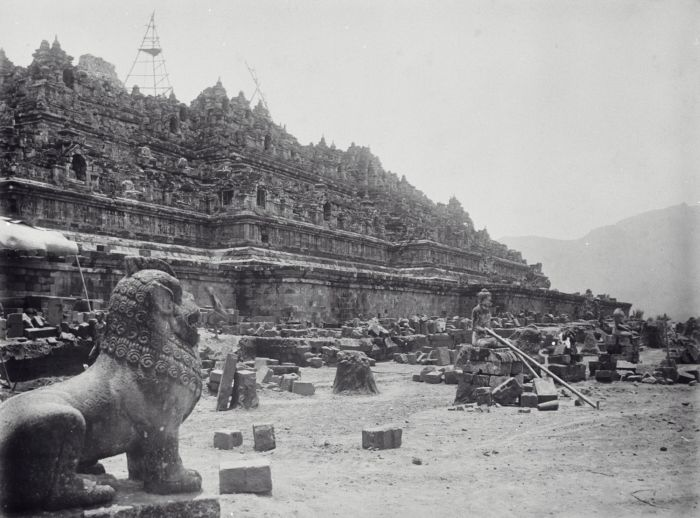
Restauratie in 1910 door Theodoor van Erp

De eerste grote restauratie werd uitgevoerd van 1907-1911 door de toenmalige kapitein/majoor der Genie Theodoor van Erp. Als jong officier was hij gestationeerd te Magelang en in 1900 werd hij lid van de Borobudur-commissie waarvan J.W. IJzerman de stuwende kracht was. De restauratie was een groot succes en dwong alom respect af vanwege zijn unieke aanpak waar geen enkele handleiding voor bestond. De Borobudur was op het eerste gezicht in zijn oude luister hersteld.
Oudheidkundige Frederik David Kan Bosch gaf vanaf 1915 een vervolg aan de restauratie, die door Theodoor van Erp was gestart, door reconstructie van de monumenten. Met de bouwkundige B. de Haan, de technische raadsman en medewerker van Bosch, werd op grond van de bijeengezochte fragmenten een reconstructietekening van het complex voltooid. Pas in 1953, nadat Bosch de Indische dienst verlaten had, kon na veel stagnatie door malaise en oorlog, de wederopbouw van de hoofdtempel worden afgesloten.
Wegens het beperkte budget was de restauratie vooral gericht op het verbeteren van de waterafvoer en herstel van de structuur van het monument. Wilde het monument uiteindelijk structureel overleven dan diende op den duur een kolossale restauratie uitgevoerd te worden. De Borobudur is namelijk gebouwd op een heuvel en tropische regenbuien maken dat het monument fungeerde als een soort spons waardoor de stoepa's uiteindelijk altijd verzakten of implodeerden. De reliëfs werden aangetast door mossen en vegetatie.

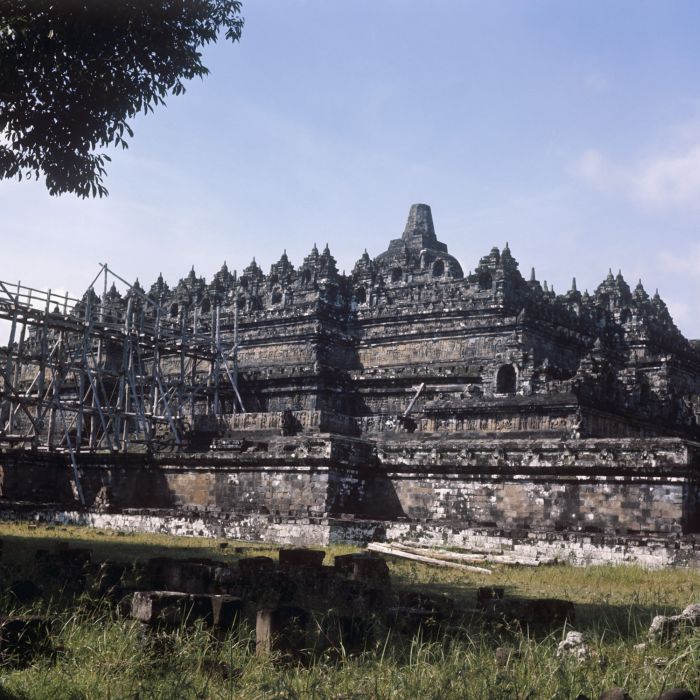
Situatie voorafgaand aan de grote restauratie van 1973-1984

Totale ontmanteling en versterking van de heuvel en wederopbouw daarna bleek de enige remedie. In de periode 1973-1984 werd deze massale restauratie uitgevoerd, mede gefinancierd met geld van UNESCO. Het monument is sinds 1991 te vinden op de Werelderfgoedlijst. Tot de inschrijving op de Werelderfgoedlijst behoren tevens twee nabijgelegen kleinere tempels, namelijk de Mendut-tempel en de Pawon-tempel.

## Het Borobudurprobleem

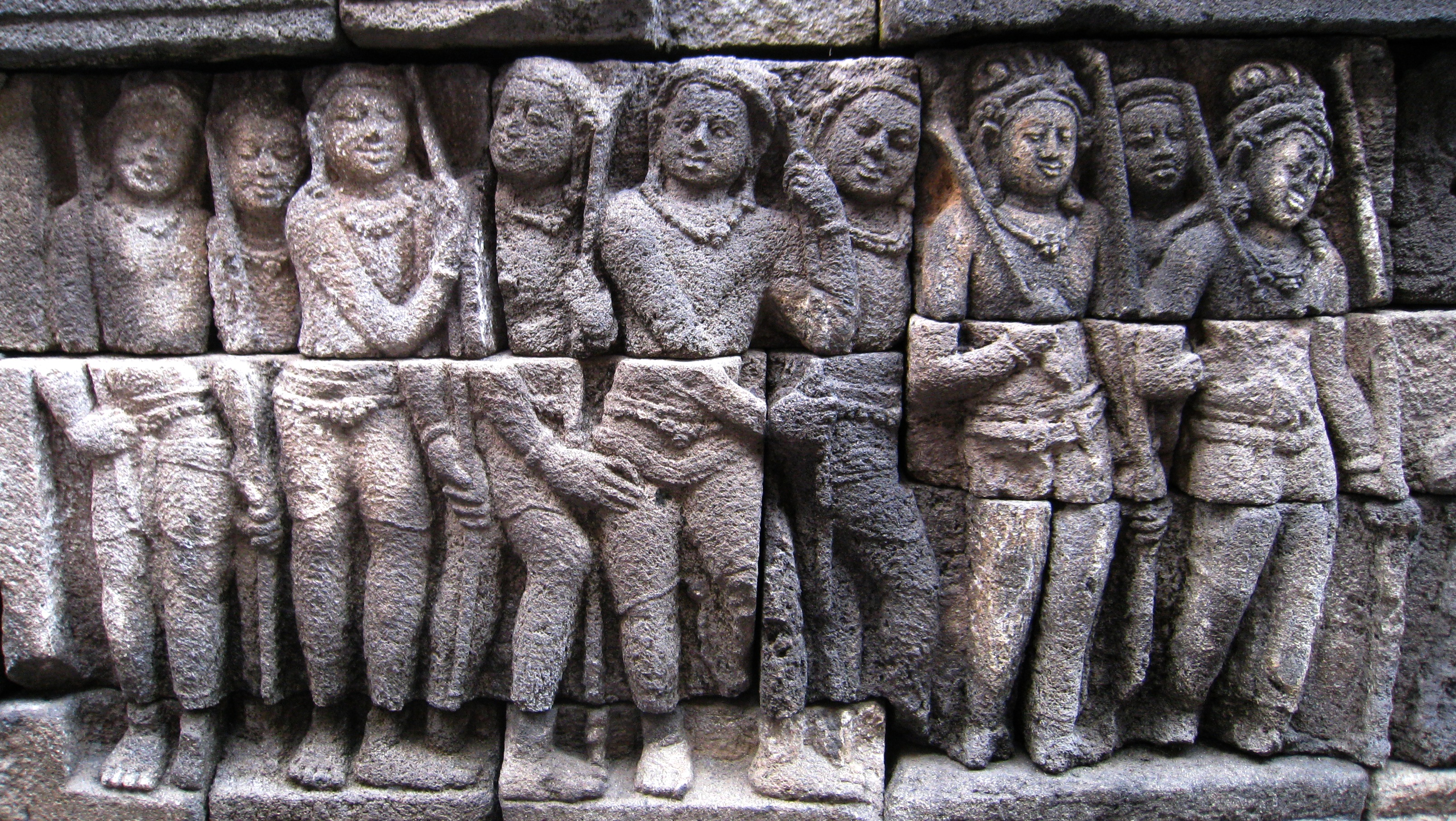
Relief

Wetenschappers hebben zich lang en intensief beziggehouden met het fundamentele vraagstuk van de wijze waarop de Voor-Indische cultuurelementen Indonesië zijn binnengedrongen, alsmede wat de oorsprong is van de architectuur van de Borubudur en wat de betekenis is van de Sanskriet-teksten en de gehanteerde symboliek. In de literatuur wordt dit complexe vraagstuk aangeduid als het Borobudur-probleem. Met zijn publicaties en voordracht in 1919 stelde F.D.K. Bosch dat de Voor-Indische cultuurexpansie in de Archipel noch aan militaire veroveringen, noch aan kooplieden te danken is, maar aan clercken (geleerden) die technische Sanskriet-teksten over de vervaardiging van kunstwerken uit India naar Java brachten. Deze teksten werden door de Javaanse kunstenaars op eigen wijze in hun kunst toegepast. Veel van wat als specifiek Indonesisch cultuurgoed werd beschouwd, kan ook in India aangetoond worden. In 1921 was de Barabudur-monografie door N.J. Krom en T. van Erp verschenen, waarin Krom op grond van gebrekkige excerpten erin geslaagd was vast te stellen, welke Sanskriet-tekst de Javaanse beeldhouwers in de 128 reliëfs van de tweede gaanderij uitgebeeld hebben. Wat de 332 reliëfs van de derde en vierde gaanderij weergaven, had hij gedeeltelijk kunnen vaststellen, zonder echter de literaire bron te kunnen vinden die daarbij als leidraad gebruikt was. De moeilijkheid was, dat de Sanskriet handschriften uit de bibliotheken van Londen, Parijs en India in deze tijd niet voor Krom toegankelijk waren. Bosch wist echter door analyse van de beschikbare secundaire bronnen aan te tonen, dat de door Krom als literaire bron aangewezen Gandavyüha in werkelijkheid het laatste hoofdstuk was van een veel uitgebreider werk (bekend als de Avatámsaka-Soetra) waarvan drie Chinese vertalingen van verschillende omvang bekend waren. Bosch' studie culmineerde in De Gouden Kiem, een standaardwerk over Voor-Indische symboliek, dat in 1948 het licht zag.

## Beschadigingen
Nadat in 1984 de grote UNESCO-restauratie voltooid was, ontploften op 21 januari 1985 twee bommen bij een aanslag waarbij negen van de 72 stupa's werden beschadigd. Twee weken later zorgde een blikseminslag opnieuw voor schade. In 1991 werden voor de aanslag drie daders veroordeeld tot respectievelijk levenslang, 20 en 13 jaar.
Bij de aardbeving op Midden-Java in 2006 werd het Borobudur-complex niet beschadigd, de nabijgelegen Prambanan wel.
Tijdens de uitbarsting van de Merapi vulkaan op 26 oktober 2010 waarbij meer dan 350 mensen omkwamen, is er vulkanische as op de Borobudur terechtgekomen. Inmiddels is de Borobudur weer schoongemaakt en volledig voor toeristen open gesteld.

## Afbeeldingen

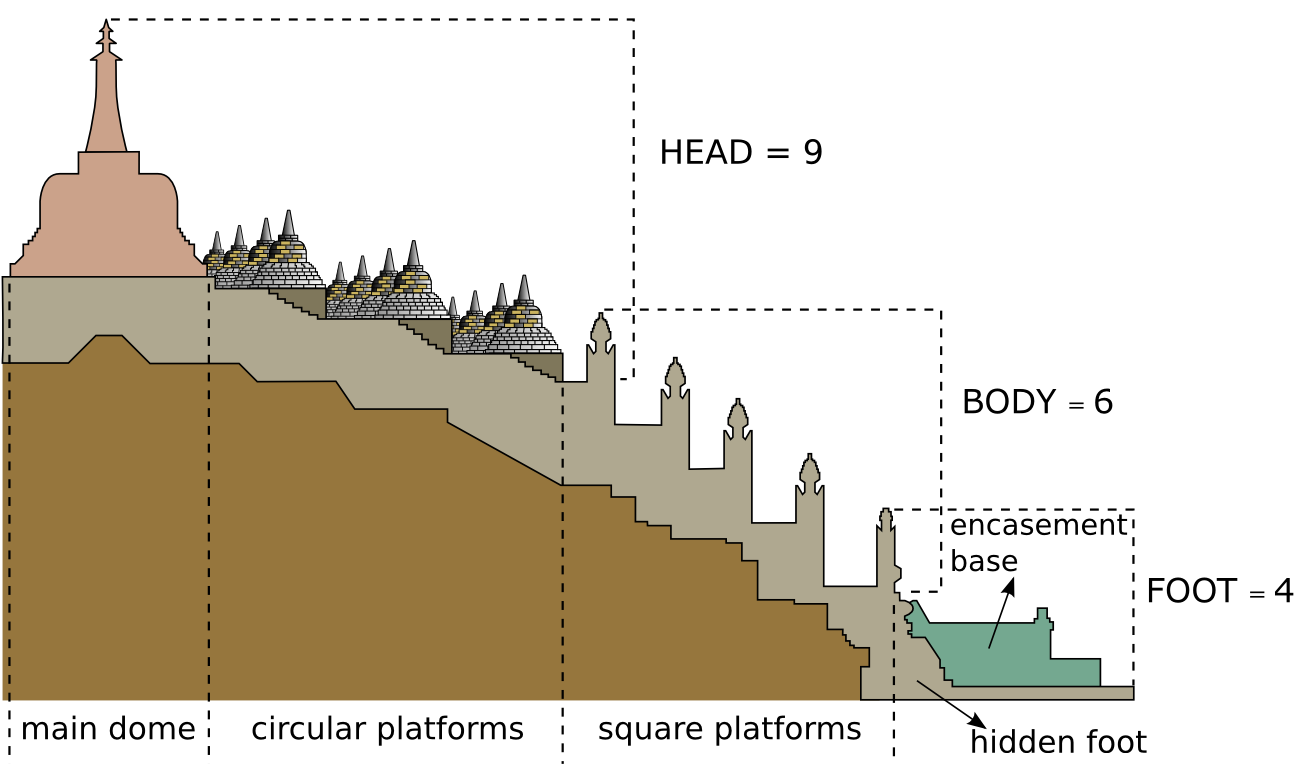
Doorsnede
Plattegrond
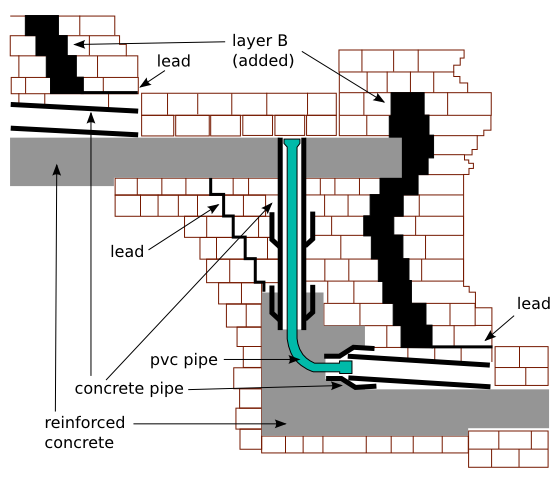
Restauratie
Borobudur - Pawon - Mendut
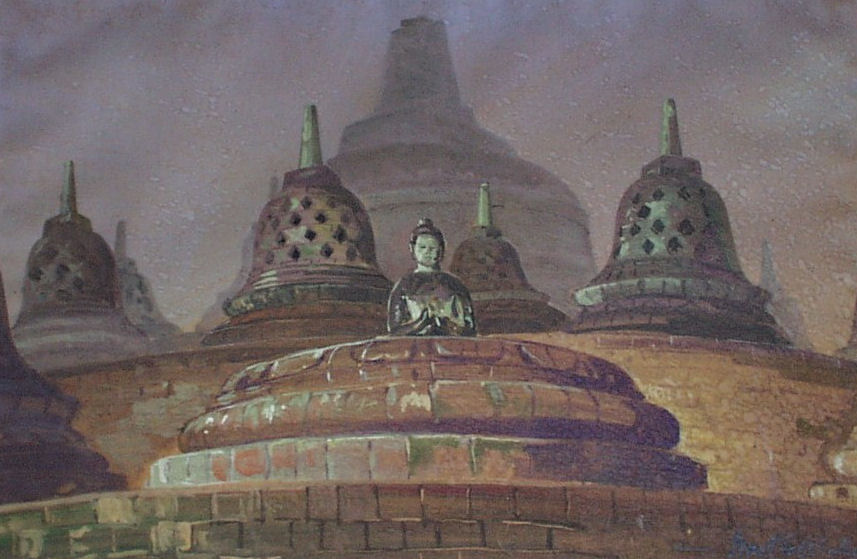
De Borobudur op een schilderij
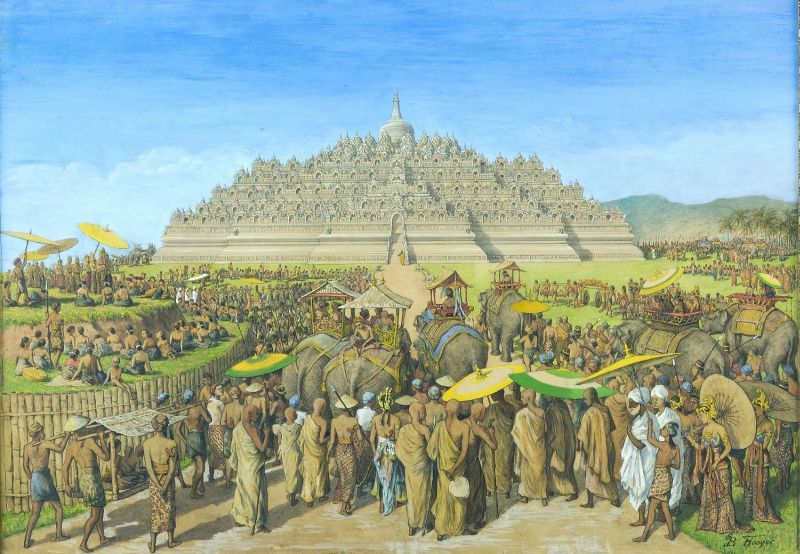
Borobudur als bedevaartsoord, temperaschilderij door G.B.Hooijer